# Mistrovství světa ve vodním slalomu 2007
Mistrovství světa ve vodním slalomu 2007 se uskutečnilo ve brazilském Foz do Iguaçu pod záštitou Mezinárodní kanoistické federace. Jednalo se o 31. mistrovství světa ve vodním slalomu.

## Muži

### Kánoe
| Závod       | Zlato                                                                                            | Body   | Stříbro | Body   | Bronz | Body   |
| C1          | Michal Martikán (SVK)                                                                            | 192.87 | Tony Estanguet (FRA)                                                                                       | 194.23 | Robin Bell (AUS)                                                                                            | 195.70 |
| C1 družstvo | Francie Tony Estanguet Pierre Labarelle Nicolas Peschier                                         | 212.16 | Německo Jan Benzien Nico Bettge Lukas Hoffmann                                                             | 214.40 | Česko Stanislav Ježek Tomáš Indruch Jan Mašek                                                               | 217.87 |
| C2          | Slovensko Pavol Hochschorner Peter Hochschorner                                                  | 206.81 | Francie Pierre Luquet Christophe Luquet                                                                    | 214.83 | Itálie Andrea Benetti Erik Masoero                                                                          | 215.34 |
| C2 družstvo | Česko Jaroslav Volf & Ondřej Štěpánek Marek Jiras & Tomáš Máder Jaroslav Pospíšil & David Mrůzek | 235.48 | Francie Cédric Forgit & Martin Braud Pierre Luquet & Christophe Luquet Damien Troquenet & Mathieu Voyemant | 237.22 | Slovensko Pavol Hochschorner & Peter Hochschorner Ladislav Škantár & Peter Škantár Tomáš Kučera & Ján Bátik | 239.37 |

### Kajak
| Závod       | Zlato                                                   | Body   | Stříbro                                                  | Body   | Bronz                                              | Body   |
| K1          | Sébastien Combot (FRA)                                  | 186.25 | Fabian Dörfler (GER)                                     | 187.90 | Campbell Walsh (GBR)                               | 189.34 |
| K1 družstvo | Německo Fabian Dörfler Alexander Grimm Erik Pfannmöller | 204.96 | Francie Julien Billaut Pierre Bourliaud Sébastien Combot | 205.28 | Česko Ivan Pišvejc Vavřinec Hradilek Luboš Hilgert | 205.91 |

## Ženy

### Kajak
| Závod       | Zlato                                                              | Body   | Stříbro                                                    | Body   | Bronz                                                                   | Body   |
| K1          | Jennifer Bongardtová (GER)                                         | 210.05 | Elena Kaliská (SVK)                                        | 210.99 | Štěpánka Hilgertová (CZE)                                               | 211.55 |
| K1 družstvo | Německo Jennifer Bongardtová Mandy Planertová Jasmin Schornbergová | 238.76 | Česko Štěpánka Hilgertová Irena Pavelková Marcela Sadilová | 240.49 | Spojené království Fiona Pennieová Laura Blakemanová Elizabeth Neaveová | 241.42 |

## Medailové pořadí zemí
| Pořadí | Země               | Zlato | Stříbro | Bronz | Celkem |
| ------ | ------------------ | ----- | ------- | ----- | ------ |
| 1      | Německo            | 3     | 2       | 0     | 5      |
| 2      | Francie            | 2     | 4       | 0     | 6      |
| 3      | Slovensko          | 2     | 1       | 1     | 4      |
| 4      | Česko              | 1     | 1       | 3     | 5      |
| 5      | Spojené království | 0     | 0       | 2     | 2      |
| 6      | Austrálie          | 0     | 0       | 1     | 1      |
| 6      | Itálie             | 0     | 0       | 1     | 1      |
| Celkem | Celkem             | 8     | 8       | 8     | 24     |